# Gherdëina
Gherdeïna (alemany Gröden, italià Val Gardena) és una vall de Ladínia, situada al Tirol del Sud, travessada pel riu Derjon (Gardena/Grödnerbach). Hi és molt important el turisme, fomentat per la Copa del Món d'esquí alpí; a la vall hi ha 175 kilòmetres de descens, 115 pistes de fons i 83 remuntadors.
A l'oest es reuneix des de Waidbruck (Ponte Gardena/ Pruca) a l'Eisacktal (Valle Isarco), a l'est s'ajunta amb Gran Ega (Gadertal) travessant el Pas Gardena (Jëuf de Frea / Grödner Joch) (2.121 m.s.l.m.), o a Vall de Fassa travessant el Pas Sella (Jëuf de Sella / Sellajoch) (2240 m.s.l.m.).
La vall és composta per tres centres habitats:
- Urtijëi (Ortisei / St. Ulrich)
- Santa Cristina Gherdëina (Santa Cristina Valgardena/ St. Christina)
- Sëlva (Selva di Val Gardena / Wolkenstein).